# Тервуньоки
Тервуньйокі (Тервуньєкі) — річка в Росії, протікає в Лахденпохському районі Республіки Карелія. Витікає з озера Іхоярві, впадає в бухту Терву Ладозького озера. Довжина річки складає 2,6 км. У гирлі річки знаходиться селище Терву.

## Дані водного реєстру
За даними державного водного реєстру Росії відноситься до Балтійського басейнового округу, водогосподарська ділянка річки - Водні об'єкти басейну оз. Ладозьке без рр. Волхов, Свір і Сясь, річковий підбасейн річки — Нева та річки басейну Ладозького озера (без підбасейну Свір та Волхов, російська частина басейнів). Належить до річкового басейну річки Нева (включаючи басейни річок Онезького та Ладозького озера).
Код об'єкта в державному водному реєстрі - 01040300212102000010696.